# Ludwik Jaroszyński
Ludwik Jaroszyński (ur. 1840 – zm. 21 sierpnia 1862 w Warszawie) – członek Organizacji Miejskiej Warszawy, był wykonawcą zamachu na namiestnika Królestwa Polskiego wielkiego księcia Konstantego (3 lipca 1862).
Więziony był w X. Pawilonie Cytadeli Warszawskiej. Skazany wyrokiem Sądu Wojennego na karę śmierci, stracony na stokach Cytadeli.